# Psathyropus mysoreana
Psathyropus mysoreana is een hooiwagen uit de familie Sclerosomatidae.